# 葛馮

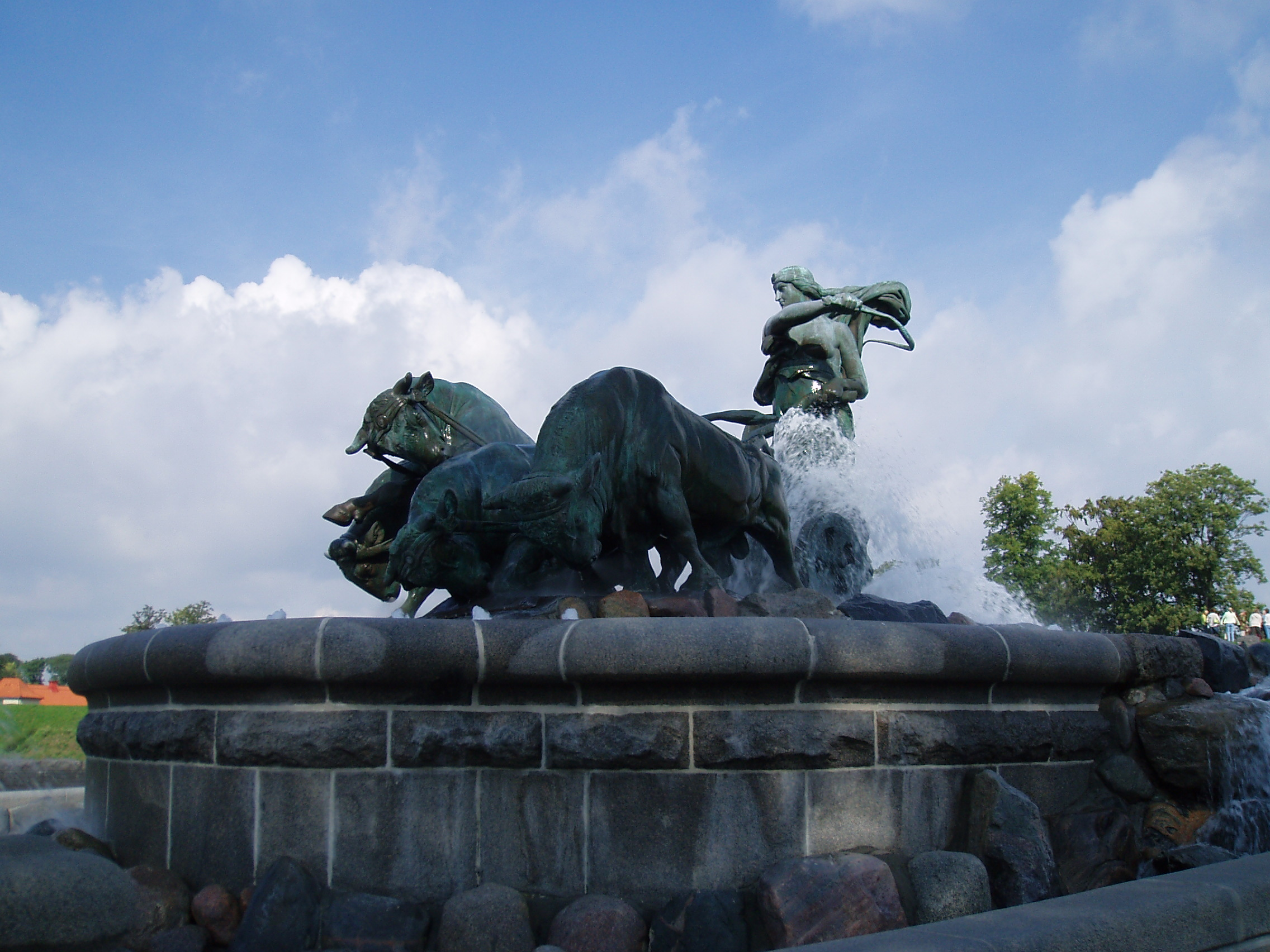
葛馮趕牛的雕像

葛馮（Gefjun、Gefjon、Gefion），是北歐神話中女性貞潔的守護神，也因為以犁耕田的傳說而被當作豐收女神，她也是奧丁（Odin）的密使神。

## 神話中的葛馮
在史洛里的《散文埃達》中提到，葛馮是一位處女神，她也是貞潔的守護者，如果生前維持處女之身而死的女性，死後的靈魂就會來到她身邊。
在《詩體埃達》〈洛基的爭論〉（Lokasenna）一篇中，提到葛馮的能力是全知的，而且有擁有一條女神項鍊。所以日後的研究者認為葛馮有預知能力，而擁有的項鍊更讓人聯想到弗蕾亞（Freyja）女神，因此認為她是弗蕾亞的另一個名字。

## 以犁耕田的葛馮

### 埃達
在《散文埃達》〈欺騙古魯菲〉篇中提到，瑞典地區的國王古魯菲（Gylfi）和一個旅行的女性渡過快樂的一晚，這個女性就是葛馮。國王之後賜與葛馮土地作為回報。
葛馮由北方約頓海姆（Jothuheim）處遷來她和巨人生下的四頭牛，並綁上巨大的鋤頭，在奇特的聲響過後，土地已經被她用犁畫出了分界，在西邊的海上形成了一座島，這島被稱作「西蘭島」（Selund），而被她挖過的海灣就被稱作「蘭吉」（Logr）。

### 挪威國王傳奇
史洛里的另一個故事《挪威國王傳奇》中的一篇《伊林格傳奇》（Ynglinga）中提到，來自亞洲的阿薩族族長奧丁決定要到丹麥定居，由葛馮擔任密使前去和瑞典國王古魯菲談判，談判結果是葛馮可以得到以牛耕作一日一夜的土地面積，葛馮將她和巨人生下的四個兒子變成牛，女神利用這有神力的牛將挖掘的泥土搬到西邊的海上，這就形成了「西蘭島」（Selund）；葛馮就在西蘭島上住了下來。後來葛馮嫁給奧丁的兒子史喬德（Skjold），定居雷德若（Leidre）。
葛馮的島就是現在的丹麥的西蘭島（Zealand），而蘭吉（Logr）又被稱作Løgrinn、Logrinn，也就是現在瑞典的梅拉倫湖（Malaren）。因此，葛馮成了西蘭島的守護神，哥本哈根還有一座葛馮女神趕著四頭牛的雕像。

## 與《貝奧武夫》的關係
現在也有一些學者比較研究後指出，葛馮就是《貝奧武夫》裡面食人巨妖格蘭德爾（Grendel）的母親。故事中提到格蘭德爾的母親是「水妖」，也和葛馮能破海切開土地的形象相似。

## 神話中定位
葛馮的名字在北歐神話中比較少被提到，尚不能正確歸類是阿薩神族（Aesir）或華納神族（Vanir）。但一些研究者指出，葛馮有預知和引導處女靈魂的能力，和奧丁（Odin）的妻子弗麗嘉（Frigg）非常類似，因此被認為是弗麗嘉的另一個化身。另外，經常和弗麗嘉混作一談的弗蕾亞（Freyja）自然也被認為和葛馮是同一個女神，另外弗蕾亞的另一個名字凱芬（Gefn）正和葛馮（Gefjun）非常近似，有「給予」的意思。
雖然神話故事中有不少葛馮結婚生子的情節，但葛馮仍被定位處女神，因此她也對應希臘神話中的「月與狩獵的女神」阿耳忒弥斯或羅馬神話中的狄安娜。又或因為等同弗蕾亞的關係而被視為維納斯。

## 註腳
1. ↑  關於這部份的考據，可參見英文維基百科︰Gefjon（英语：Gefjon#Beowulf）。